# Ђеновићи
Ђеновићи је насеље у општини Херцег Нови у Црној Гори. Према попису из 2023. било је 1.225 становника. Налази на осмом километру магистралног пута источно од Херцег Новог.

## Етимологија
Не може се тачно утврдити како је ово место добило име. Познато је да се у турско доба звало Ђоновић, док се у млетачким списима води као Gionoevich, а у попису православних цркава и манастира главног провидура за Далмацију из 1756. године стоји Storoevich. Највероватније се ради о презимену неке старе виђеније породице, јер се из података које су забележили познати етнографи и антропогеографи не може видети да је у прошлости постојала породица са презименом Ђеновић, по којој је насеље могло добити име. Највероватније је да је име настало од презимена Ђоновић које се помиње још 1540. године у турском тефтеру. У новије време постоји и дилема да ли је име села Ђеновић или Ђеновићи. У многим документима од 16. века до половине 20. века у архивским списима, на печатима, географским картама, школским и црквеним књигама употребљава се Ђеновић. Међутим, касније се све више користи назив Ђеновићи, што је донекле прихватила и новија стручна литература. Правилно је, ипак, Ђеновић јер се село тако звало од давнина.

## Историја
Са доста сигурности може се тврдити да је овај крај био насељен још у доба Илира. О томе је писао словеначки археолог Симон Рутар још 1880. године. Да је овај простор био насељен и у бакарно доба сведоче ископани примерци жара напуњених пепелом пронађени на граници између Ђеновића и Баошића 1840. године. Постоји предање, а за то и има одређених доказа, да је овај простор био насељен и у античко доба, односно да је ту постојала грчка насеобина Столи, како се и данас назива локалитет на западној страни Ђеновића. Претпоставља се да је та насеобина потонула у море приликом неког катастрофалног земљотреса, као што је то био случај са Рисном и Росама.

## Демографија
У насељу Ђеновићи живи 955 пунолетних становника, а просечна старост становништва износи 37,0 година (34,7 код мушкараца и 39,2 код жена). У насељу има 421 домаћинство, а просечан број чланова по домаћинству је 3,02.
Становништво у овом насељу веома је хетерогено, а у последња три пописа, примећен је пораст у броју становника.
|  |

| Демографија | Демографија | Демографија |
| Година      | Становника  | Становника  |
| ----------- | ----------- | ----------- |
|             |             |             |
|             |             |             |
|             |             |             |
|             |             |             |
| 1948.       | 488         |             |
| 1953.       | 689         |             |
| 1961.       | 649         |             |
| 1971.       | 553         |             |
| 1981.       | 774         |             |
| 1991.       | 887         | 865         |
| 2003.       | 1.326       | 1.272       |
|             |             |             |

| Етнички састав према попису из 2003.‍ | Етнички састав према попису из 2003.‍ | Етнички састав према попису из 2003.‍ | Етнички састав према попису из 2003.‍ | Етнички састав према попису из 2003.‍ |
| ------------------------------------ | ------------------------------------ | ------------------------------------ | ------------------------------------ | ------------------------------------ |
|                                      |                                      |                                      |                                      |                                      |
| Срби                                 | Срби                                 |                                      | 573                                  | 45,04%                               |
| Црногорци                            | Црногорци                            |                                      | 437                                  | 34,35%                               |
| Хрвати                               | Хрвати                               |                                      | 17                                   | 1,33%                                |
| Роми                                 | Роми                                 |                                      | 8                                    | 0,62%                                |
| Југословени                          | Југословени                          |                                      | 8                                    | 0,62%                                |
| Муслимани                            | Муслимани                            |                                      | 7                                    | 0,55%                                |
| Словенци                             | Словенци                             |                                      | 3                                    | 0,23%                                |
| Македонци                            | Македонци                            |                                      | 3                                    | 0,23%                                |
| Египћани                             | Египћани                             |                                      | 2                                    | 0,15%                                |
| Бошњаци                              | Бошњаци                              |                                      | 1                                    | 0,07%                                |
| непознато                            | непознато                            |                                      | 11                                   | 0,86%                                |

| Година пописа     | 1948. | 1953. | 1961. | 1971. | 1981. | 1991. | 2003. |
| ----------------- | ----- | ----- | ----- | ----- | ----- | ----- | ----- |
| Број домаћинстава | 139   | 223   | 184   | 152   | 233   | 270   | 433   |

| Број чланова      | 1   | 2  | 3  | 4  | 5   | 6  | 7  | 8 | 9 | 10 и више | Просек |
| ----------------- | --- | -- | -- | -- | --- | -- | -- | - | - | --------- | ------ |
| Број домаћинстава | 421 | 72 | 94 | 89 | 110 | 39 | 11 | 6 | 0 | 0         | 0      |

| Пол    | Укупно | Неожењен/Неудата | Ожењен/Удата | Удовац/Удовица | Разведен/Разведена | Непознато |
| ------ | ------ | ---------------- | ------------ | -------------- | ------------------ | --------- |
| Мушки  | 470    | 140              | 301          | 12             | 11                 | 6         |
| Женски | 545    | 132              | 300          | 89             | 20                 | 4         |
| УКУПНО | 1.015  | 272              | 601          | 101            | 31                 | 10        |

| Пол    | Укупно                    | Пољопривреда, лов и шумарство | Рибарство                            | Вађење руде и камена | Прерађивачка индустрија       |
| ------ | ------------------------- | ----------------------------- | ------------------------------------ | -------------------- | ----------------------------- |
| Мушки  | 212                       | 0                             | 2                                    | 0                    | 41                            |
| Женски | 167                       | 1                             | 0                                    | 0                    | 7                             |
| УКУПНО | 379                       | 1                             | 2                                    | 0                    | 48                            |
| Пол    | Производња и снабдевање   | Грађевинарство                | Трговина                             | Хотели и ресторани   | Саобраћај, складиштење и везе |
| Мушки  | 5                         | 6                             | 29                                   | 19                   | 24                            |
| Женски | 1                         | 0                             | 44                                   | 18                   | 3                             |
| УКУПНО | 6                         | 6                             | 73                                   | 37                   | 27                            |
| Пол    | Финансијско посредовање   | Некретнине                    | Државна управа и одбрана             | Образовање           | Здравствени и социјални рад   |
| Мушки  | 1                         | 3                             | 58                                   | 4                    | 8                             |
| Женски | 2                         | 3                             | 20                                   | 14                   | 36                            |
| УКУПНО | 3                         | 6                             | 78                                   | 18                   | 44                            |
| Пол    | Остале услужне активности | Приватна домаћинства          | Екстериторијалне организације и тела | Непознато            | Непознато                     |
| Мушки  | 6                         | 0                             | 0                                    | 6                    | 6                             |
| Женски | 12                        | 1                             | 0                                    | 5                    | 5                             |
| УКУПНО | 18                        | 1                             | 0                                    | 11                   | 11                            |

## Привреда
Некада је то било село виноградара, повртлара, занатлија, рибара и помораца. Данас више нема винограда, све је мање вртова, мало је занатлија, а рибарство је давно престало да буде основно занимање. Сада се домаћинства највише ослањају на туризам и угоститељство.

## Сакрални споменици
- Црква Св. Спиридона, саграђена 1867. године
- Црква Св. Стефана - вриједна збирка икона и двери из цркве, радови Петра и Георгија Рафаиловића из XVIII века чувају се у цркви Св. Спиридона.
- Црква Св. Симеона Столпника - грађена око 1600. године
- Црква Св. Николе XIX век
- Црква Св. Илије-на брду Ком (у рушевинама)(за коју се претпоставља да је из доба Немањића)
- Споменик погинулим борцима који се налази код извора код цркве Св. Спиридона
- Мања непозната грађевина(није још утврђено шта је та грађевина), у којој је нађена већа количина предмета и новца из 1800. године.